# NN-308
La carretera NN‑308 es una vía departamental secundaria que atraviesa el departamento de Granada. Su trazado de 7.94 km conecta el sector de Reparto Los Ángeles, en Malacatoya, con El Tepalón, específicamente en el área del Porvenir. Esta vía es clave para la conexión agrícola y ganadera de la zona, inaugurada en 2024 como parte de la expansión vial del sureste del país.

## Trazado y cruces
La siguiente tabla muestra su recorrido, localidades y principales conexiones:
| km   | Localidad                       | Departamento | Conexión / Ruta |
| ---- | ------------------------------- | ------------ | --------------- |
| 0.0  | Reparto Los Ángeles, Malacatoya | Granada      |                 |
| 7.94 | El Tepalón (Sector El Porvenir) | Granada      |                 |

## Coordenadas
Uno de los tramos de la NN‑308 puede ser ubicado cerca de El Tepalón con coordenadas aproximadas: 11°41′35″N 85°52′59″O / 11.6930, -85.8830